# Challenge Jeanty
 (janvier 2017).
Le Challenge Jeanty est une compétition de fleuret, l'une des disciplines de l'escrime. Ouverte aux dames et disputée dans la ville française de Marseille, l'épreuve est l'une des manches à avoir été inscrite au calendrier de la Coupe du monde d'escrime.
Les championnes olympiques Giovanna Trillini, Valentina Vezzali ou Elisa Di Francisca remportent le tournoi individuel.

## Histoire
Le tournoi de Marseille est une étape de la Coupe du monde d'escrime dans les années 1990 puis de 2004 à 2014. Il s'y dispute notamment le Challenge Jeanty, compétition individuel de fleuret dames.

## Éditions
| Date                   | Niveau                             | Compétition individuel  | Compétition par équipes     | Réf. |
| ---------------------- | ---------------------------------- | ----------------------- | --------------------------- | ---- |
| 20 au 21 octobre 1990  | Juniors                            | Souvenir Jeanty         | -                           |      |
| 1991                   | Coupe du monde                     | Souvenir Jeanty         | -                           |      |
| 23 au 24 mai 1992      | Coupe du monde                     | Souvenir Jeanty         | -                           |      |
| 1993                   |                                    | Souvenir Jeanty         |                             |      |
| 28 au 29 mai 1994      | Coupe du monde                     | Souvenir Jeanty         | -                           |      |
| 1995                   |                                    | Souvenir Jeanty         |                             |      |
| 1996                   |                                    | Souvenir Jeanty         |                             |      |
| 30 avril au 2 mai 2004 | Coupe du monde d'escrime 2003-2004 | Souvenir Jeanty         | Souvenir Jeanty par équipes |      |
| 2 au 4 juin 2006       | Coupe du monde d'escrime 2005-2006 | Challenge Jeanty        | Coupe du Monde par équipes  |      |
| 23 au 25 mars 2007     | Coupe du monde d'escrime 2006-2007 | Challenge Jeanty        | Coupe du Monde par équipes  |      |
| 28 au 29 mars 2008     | Coupe du monde d'escrime 2007-2008 | Challenge Jeanty        | -                           |      |
| 27 au 29 mars 2009     | Coupe du monde d'escrime 2008-2009 | Challenge Jeanty        | Coupe du Monde par équipes  |      |
| 26 au 28 mars 2010     | Coupe du monde d'escrime 2009-2010 | Challenge Jeanty        | Coupe du Monde par équipes  |      |
| 28 au 29 avril 2012    | Coupe du monde d'escrime 2011-2012 | Grand Prix de Marseille | -                           |      |
| 24 au 25 mai 2013      | Coupe du monde d'escrime 2012-2013 | Grand Prix de Marseille | -                           |      |
| 23 au 24 mai 2014      | Coupe du monde d'escrime 2013-2014 | Grand Prix de Marseille | -                           |      |

## Palmarès

### Individuel
| Édition | Médaille d'or      | Médaille d'argent   | Médaille de bronze                      | Réf.  |
| ------- | ------------------ | ------------------- | --------------------------------------- | ----- |
| 1990    | Giovanna Trillini  |                     |                                         |       |
| 1991    | Giovanna Trillini  |                     |                                         |       |
| 1992    | Margherita Zalaffi | Reka Szabo          | Valentina Vezzali et Olga Velichko      |       |
| 1993    |                    |                     |                                         |       |
| 1994    | Giovanna Trillini  | Diana Bianchedi     | Stéphanie Blanchi et Ann Marsh          |       |
| 1995    |                    |                     |                                         |       |
| 1996    |                    |                     |                                         |       |
| 2004    | Giovanna Trillini  | Valentina Vezzali   | Sylwia Gruchala et Roxana Scarlat       |       |
| 2006    | Valentina Vezzali  | Corinne Maîtrejean  | Giovanna Trillini et Elisa Di Francisca |       |
| 2007    | Giovanna Trillini  | Nam Hyun-hee        | Cristina Stahl et Serena Teo            |       |
| 2008    | Viktoria Nikichina | Adeline Wuilleme    | Giovanna Trillini et Claudia Pigliapoco |       |
| 2009    | Valentina Vezzali  | Nam Hyun-hee        | Sylwia Gruchała et Olga Lobyntseva      |       |
| 2010    | Elisa Di Francisca | Nam Hyun-hee        | Sylwia Gruchała et Valentina Vezzali    |       |
| 2012    | Valentina Vezzali  | Arianna Errigo      | Astrid Guyart et Małgorzata Wojtkowiak  | [ 1 ] |
| 2013    | Nzingha Prescod    | Carolin Golubytskyi | Corinne Maîtrejean et Carolina Erba     | [ 2 ] |
| 2014    | Arianna Errigo     | Inna Deriglazova    | Elisa Di Francisca et Carolina Erba     | [ 3 ] |

### Par équipes
| Édition | Médaille d'or | Médaille d'argent | Médaille de bronze | Réf.  |
| ------- | ------------- | ----------------- | ------------------ | ----- |
| 2004    | Allemagne     | Hongrie           | Pologne            | [ 4 ] |
| 2006    | Russie        | France            | Italie             | [ 5 ] |
| 2007    | Italie        | Russie            | Hongrie            | [ 6 ] |
| 2009    | Italie        | Allemagne         | Russie             | [ 7 ] |
| 2010    | Italie        | Pologne           | Corée du Sud       | [ 8 ] |